# Тіхтенген

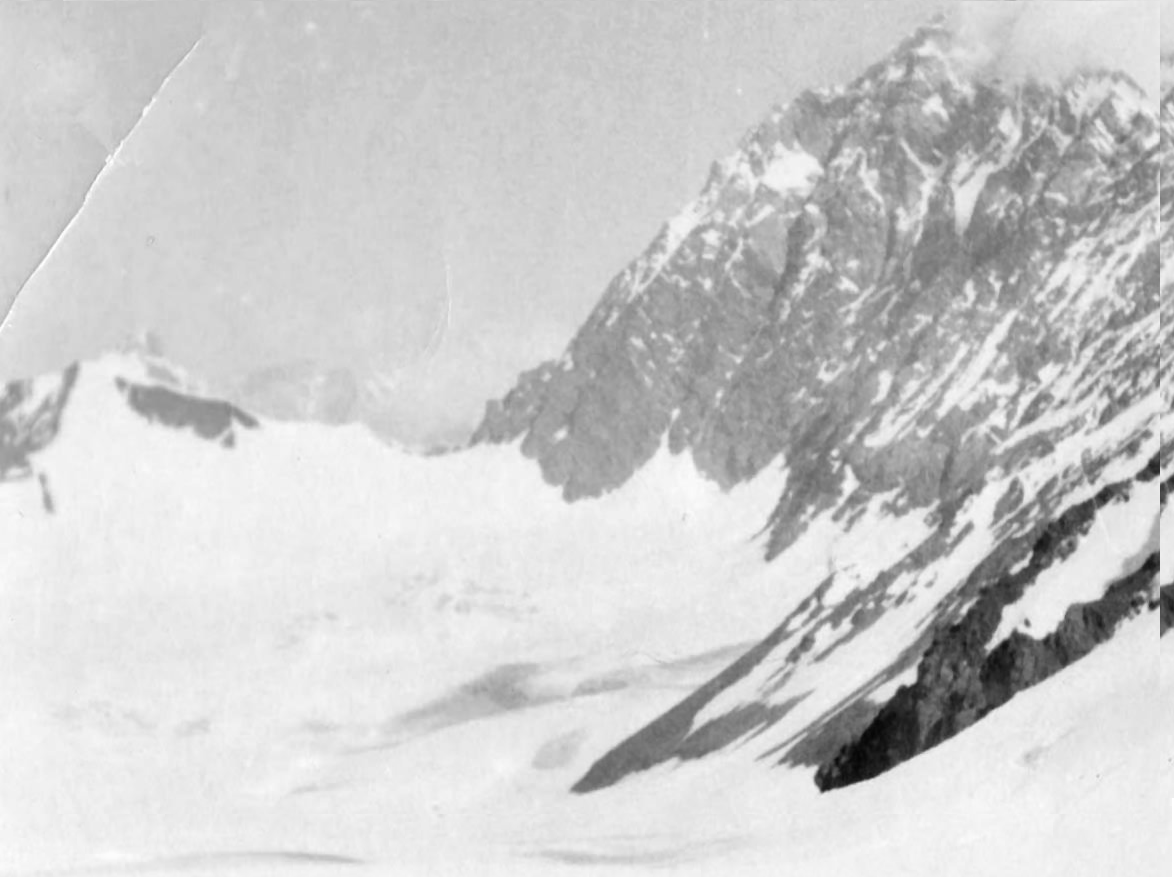
На шляху до перевалу Сімох з перевалу Верхній Цанер. Праворуч — г. Тіхтенген, ліворуч — гірський хребет Нашкодра.

Тіхтенге́н — (груз. ტიხტენგენი, карач.-балк. Тохтагъан) гірський масив в центральній частині Великого Кавказу. Розташований на Головному Кавказькому хребті, у верхів'ях річки Чегем, на кордоні Кабардино-Балкарії і Грузії.
Висота досягає 4611 м. Масив складений кристалічними сланцями, гнейсами і гранітами. На Тіхтенгені розташовані витоки багатьох великих льодовиків (Цанер та ін.). Загальна площа заледеніння становить близько 46,8 км².
Перше сходження — в 1935 у інструкторами-альпіністами ЦАГІ.